# Club de la sécurité de l'information français
 (décembre 2014).
Si vous disposez d'ouvrages ou d'articles de référence ou si vous connaissez des sites web de qualité traitant du thème abordé ici, merci de compléter l'article en donnant les références utiles à sa vérifiabilité et en les liant à la section « Notes et références ».
Le Clusif, Club de la sécurité de l’information français, est une association indépendante (loi de 1901) de professionnels de la sécurité de l'information réunissant des Utilisateurs et des Offreurs de tous les secteurs d'activité de l'économie. L'objectif principal du Clusif est de favoriser les échanges d’idées et de retours d’expériences à travers :
- des groupes et des espaces de travail ;
- des publications ;
- des conférences thématiques.

## Les groupes de travail et les publications du Clusif
Les réflexions menées par le Clusif s'élaborent au sein de groupes de travail et représentent l'un des points forts de l'association.
Ces groupes de travail réunissent mensuellement des Utilisateurs et des Offreurs autour d'une problématique donnée et ont pour finalité la publication d'un document (i.e. recommandations, méthodologies, état de l'art). Plus d'une dizaine de groupes sont en permanence actifs au sein du Clusif. Les thématiques sont proposées par les membres de l'association afin de répondre au plus près aux besoins de ces derniers : cybersécurité des systèmes industriels, shadow IT à l'ère du cloud, cybersécurité source d'inclusion et de diversité, souveraineté et confiance numérique, etc. 
Une fois finalisés, les documents élaborés par les groupes de travail du Clusif sont mis à disposition en accès libre et gratuit sur le site de l'association.

## L'Espace RSSI du Clusif
L'Espace RSSI du Clusif est un espace de travail réservé aux Responsables de la Sécurité des Systèmes d'Information d'entreprises privées et du secteur public membres de l'association, dont l'objectif est de favoriser l'échange de savoir-faire et de retours d'expériences entre professionnels de la sécurité. L'absence de fournisseurs de solutions ou de services de sécurité permet à ses membres de s'exprimer librement et de manière confidentielle sur des questions de sécurité informatique (actualité juridique, incidents de sécurité, projets des membres, veille technologique).
Les thèmes abordés lors des réunions de l'Espace RSSI sont proposés par les membres afin de répondre au plus près aux besoins de ces derniers : problématiques rencontrées et solutions mises en œuvre, nouvelles réglementations et obligations juridiques, etc.
Afin de maintenir un haut niveau de sensibilisation aux risques et menaces informatiques, l'Espace RSSI du Clusif invite par ailleurs ponctuellement des organismes institutionnels lors de ses réunions (i.e. Brigade d'Enquête sur les Fraudes aux Technologies de l'Information, Agence Nationale de la Sécurité des Systèmes d'Information, etc.)

## Les conférences thématiques du Clusif
Le Clusif organise tout au long de l'année des conférences thématiques ayant pour objectif de sensibiliser les dirigeants, les responsables sécurité ou les organismes et pouvoirs publics à l'importance de la sécurité de l'information.
Ces conférences sont gratuites pour les membres de l'association (payantes pour les extérieurs) et se tiennent à Paris. Elles sont filmées et disponibles en replay.

### Le Panorama de la Cybercriminalité
Conférence phare de l'association, le "Panorama de la Cybercriminalité du Clusif" présente chaque début d'année l'émergence des nouveaux risques sécuritaires, les tendances et les faits de société en relation avec la cybercriminalité.
Le contenu de cette conférence est élaboré par les membres du groupe de travail associé et par des experts de la cybercriminalité invités par le Clusif.

### Les Menaces Informatiques et Pratiques de Sécurité en France (MIPS)
Présentés tous les deux ans, les résultats de cette enquête statistique menée par le groupe de travail associé permettent de mieux apprécier la nature du marché (le déploiement des offres et/ou les attentes et besoins à combler) tout en offrant la possibilité de mettre en perspective sa propre politique de sécurité ou d'identifier les freins rencontrés par les entreprises tierces.